# رادزن خومینسکی
رادزن خومینسکی (به لاتین: Radzyń Chełmiński، تلفظ: تلفظ لهستانی: [ˈrad͡zɨɲ xɛu̯ˈmʲiɲskʲi]) یک شهرک در لهستان است که در شهرستان گروجونتس واقع شده‌است.

## خصوصیات
رادزن خومینسکی ۱٫۷۸ کیلومترمربع مساحت و ۱٬۹۱۵ نفر جمعیت دارد.